# Mezősas
Mezősas község Hajdú-Bihar vármegyében, a Berettyóújfalui járásban.

## Fekvése
Természetföldrajzi szempontból a Bihari-sík központi vidékén, a Kutas-főcsatorna partján fekszik.
Szomszédai: észak felől Berettyóújfalu, kelet felől Told, délkelet felől Körösszegapáti, dél felől Magyarhomorog, nyugat felől pedig Furta; közúti kapcsolata csak Berettyóújfaluval és Körösszegapátival van.

### Megközelítése
A településen végighúzódik észak-déli irányban a Berettyóújfalu-Körösszegapáti közti 4217-es út, közúton csak ezen érhető el mindkét végponti település irányából. Az ország távolabbi részei felől – megközelítési iránytól függően – a 42-es vagy a 47-es főutat érdemes célba venni, majd Berettyóújfalunál letérni déli irányban.

## Története
Az első írásos emlék a faluról 1213-ból való. A nagyváradi levéltárban fellelhető oklevél adatai szerint SÁS néven szerepel.
A török hódoltság kezdetekor 1410-ben SAAS nemesi néven fordul elő úgy, mint SAS 1486-ban a Csáky család egyik oklevelében szerepel. 1552-ben már 21 portás helység az Ártándy és a Sasy család birtokában.
1605-ben Bocskai István hajdú-megyei kiváltságot ad a falunak, Haraszty Árpád főhadnagy és Tomory Demeter alhadnagy parancsnoksága alatt 59 hajdúvitéz telepedett itt le.
A török hódítás következtében 1660-tól teljesen elnéptelenedik, a lakosai más falvakban élnek tovább közel 80 évig. 1740-ben jelzik újra a császári összeírások, 1755-től újra íródnak az anyakönyvek, ismét vannak írásos emlékek.
Az 1848-as szabadságharc idején a feljegyzések 45 személyt említenek, akik a harcokban haltak meg. A falu 59 gyalogost és 16 lovas nemzetőrt adott a szabadságharcnak, de sajnos sorsukról nincs emlék.
A dualizmus korában olvasóegylet, lövészegylet is működött jelezve, hogy él a település.
Az első és a második világháború több száz áldozatot követelt, nekik állított emléket a falu 1994-ben.
1945-től megindult az újjáépítés, először a templomot javították meg, ami 1947-re el is készült. 1950-től az addigi egyházi általános iskolát államosították és megalakult az Egyetértés mgtsz is.
1960-ban 4 szomszédos község összevonásával nagyközségi közös tanács alakult, ami csak a rendszerváltáskor bomlott fel a népszavazást követően. A 60-70-es években nagyon kevés beruházás történt Mezősason, talán a vízművet és az óvodát lehetne említeni. Ugyanekkor indult meg a nagyarányú elvándorlás.
1990-ben az első szabad választásokon Bagdi János lett a polgármester.
1990-től napjainkig óriási fejlődés történt minden téren. A községben minden út szilárd burkolatú, van vezetékes gáz és telefon.
A falu lakosainak létszáma az évek alatt jelentősen csökkent, ma alig 740 fő, de a mai lakosok egy olyan faluban élnek, amely akarja a fejlődést és képes a fejlődésre.

## Közélete

### Polgármesterei
| Időszak   | Polgármester                | Párt        |
| --------- | --------------------------- | ----------- |
| 1990–1994 | Bagdi Lajos János           | független   |
| 1994–1998 | Bagdi Lajos János           | független   |
| 1998–2002 | Bagdi Lajos János           | független   |
| 2002–2006 | Bagdi Lajos János           | független   |
| 2006–2010 | Bagdi Lajos János           | független   |
| 2010–2014 | Dr. Könyves-Balázsházi Ella | független   |
| 2014–2019 | Somi László                 | független   |
| 2019–2024 | Somi László                 | Fidesz-KDNP |
| 2024–     | Somi László                 | Fidesz-KDNP |

## Népesség
A település népességének változása:
| Lakosok száma | 660  | 666  | 665  | 554  | 587  | 587  | 588  |
|               | 2013 | 2014 | 2015 | 2021 | 2022 | 2023 | 2024 |

2001-ben a település lakosságának 95%-a magyar, 5%-a cigány nemzetiségűnek vallotta magát.
A 2011-es népszámlálás során a lakosok 87%-a magyarnak, 0,2% bolgárnak, 9,7% cigánynak, 0,2% németnek, 5,7% románnak mondta magát (12,7% nem nyilatkozott; a kettős identitások miatt a végösszeg nagyobb lehet 100%-nál). A vallási megoszlás a következő volt: római katolikus 4,2%, református 63,6%, görögkatolikus 0,3%, felekezeten kívüli 14,7% (16,2% nem válaszolt).
2022-ben a lakosság 90,1%-a vallotta magát magyarnak, 9,4% cigánynak, 7,3% románnak, 0,7% egyéb, nem hazai nemzetiségűnek (9,9% nem nyilatkozott; a kettős identitások miatt a végösszeg nagyobb lehet 100%-nál). Vallásuk szerint 27,3% volt református, 3,7% római katolikus, 0,9% görög katolikus, 3,7% egyéb keresztény, 0,3% egyéb katolikus, 0,2% ortodox, 20,1% felekezeten kívüli (43,8% nem válaszolt).

## Híres szülöttei
- Tóth József (1839 - 1912) - magyar királyi tanfelügyelő, Promontor (Budafok) egykori tanítóinak, tanárainak, valamint a település iskolaügyeinek támogatója.